# Herb gminy Kraszewice
Herb gminy Kraszewice – symbol gminy Kraszewice, autorstwa Jerzego Nalepy, ustanowiony 29 kwietnia 1994.

## Wygląd i symbolika
Herb przedstawia na tarczy w polu czerwonym srebrną literę „K” w stylu gotyckim, nawiązującą do nazwy gminy, a ponad nią złotą koronę, przypominającą, że Kraszewice były wsią królewską. 